# 抚顺西露天矿
41°50′33″N 123°53′01″E / 41.8425°N 123.8837°E

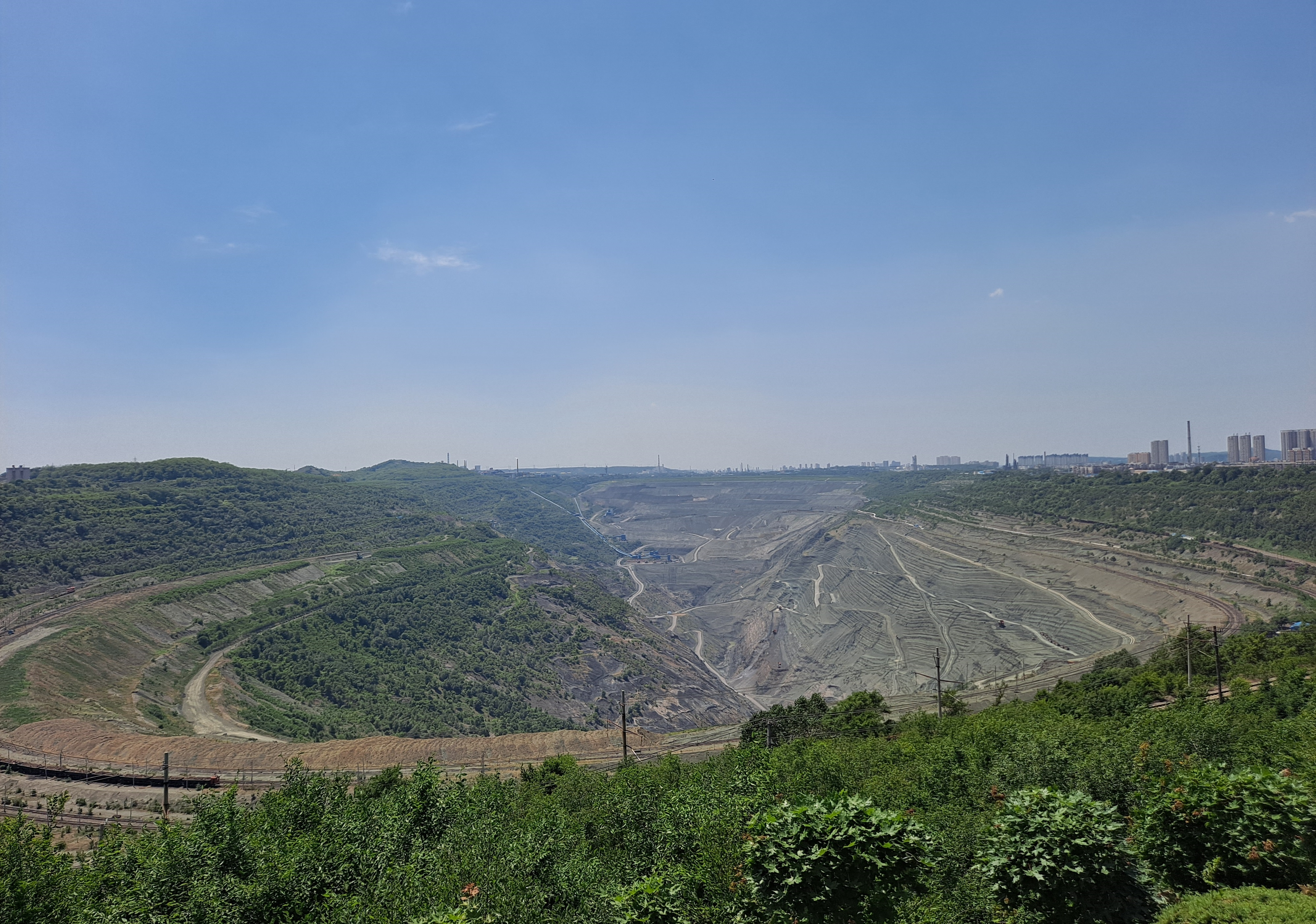
从东岗观景台看西露天矿

抚顺西露天矿是中国辽宁省抚顺市（新抚区刘山街道和望花区演武街道）的一座露天煤矿，位于城区南部、抚顺煤田西部的千台山北麓。煤矿1901年建立，1914年开始露天开采，经历一个多世纪后于2019年闭矿。其矿坑长6.6公里，宽2.2公里，面积10.87平方公里，深度达420米，是亚洲第一大露天煤矿。矿坑深度达420米，底部是中国地平面最低点。

## 历史
由于抚顺煤田地近清代皇家陵寝“龙脉”，清政府自乾隆时期后禁止在此地采煤，甲午战争后才因财政紧张取消禁令。1901年抚顺乡绅王成尧向清政府申请开采煤矿，时任盛京将军增祺勘查后将千金寨一带的每天开采权授予王成尧集资组建的华兴利公司。1905年日俄战争后，煤田被日军占领。1907年满铁接管抚顺煤田，此后累计在此开采近四十年之久。1914年，千金寨一带开始进行露天开采。至1939年，多个露天矿已经相互连通，形成了今天的西露天矿。
区域内的千金寨原为抚顺县治所、抚顺地区的商业中心。1935年，满铁将此地人口迁移至新抚顺（即今新抚区），抚顺地区的中心由此转移至现在的城区所在地。
1945年8月苏联红军占领抚顺，将煤田机器设备拆解运回国内。中华人民共和国成立后，抚顺煤矿恢复生产。近几十年来，西露天矿的资源趋于枯竭，生产逐渐萎缩，同时造成了滑坡等地质灾害隐患。据估计，抚顺煤矿累计开采煤炭约10亿吨，而西露天矿仍有煤炭储量约2亿吨，但大部分埋藏于城市建成区地下。2019年6月，西露天矿正式闭矿。目前，抚顺市对西露天矿进行综合治理，实施复垦绿化、生态恢复，计划将其建成一座“生态欢乐谷”。